# Linia kolejowa nr 389
Linia kolejowa nr 389 – jednotorowa, pierwszorzędna, niezelektryfikowana linia kolejowa znaczenia państwowego łącząca stację Żagań ze stacją Jankowa Żagańska.
Obecnie linia obsługuje wyłącznie ruch towarowy.